# Silvia Ziche
Silvia Ziche (Thiene, 5 luglio 1967) è una fumettista italiana.

## Biografia
Collabora attivamente con la Disney Italia, in particolare per il settimanale Topolino dove ha debuttato nel 1991. All'epoca proprio Carpi seguiva i giovani autori Disney.
Il suo esordio come autrice completa avviene su Linus.
Oltre alle sue storie, realizza dal 2007 le vignette Che aria tira.... Oltre a ciò, la Ziche ha collaborato anche con varie altre riviste, come Linus, Comix e Cuore, e la Smemoranda, realizzando vignette satiriche in collaborazione con Maurizio Minoggio. Tra i suoi lavori extra-Disney di particolare rilievo sono le serie su Alice. Un'altra serie, dedicata a Chester Soup, appare in appendice a Mickey Mouse Mystery Magazine.
Tra le sue collaborazioni si contano anche le serie Angus Tales e Trip's Strip apparse in appendice al progetto in formato comic book PK - Paperinik New Adventures. Per questa testata ha anche realizzato l'episodio completo Motore/Azione. Collabora dal 2006 con Donna Moderna dove appaiono le strisce del suo nuovo personaggio di Lucrezia e delle sue crisi sentimentali.
Nel 2010 le viene dedicato il libro Tra paperi e amori lo specchio deformante della collana Lezioni di Fumetto, Coniglio Editore. Tra le sue collaborazioni, oltre a Faraci e Cerami, si contano anche storie con François Corteggiani e Carlo Gentina.

## Opere

### Libri
- Alice a quel Paese, Rizzoli (collana Poket Glénat), 1992, ISBN 9788878111493.
- Infierno, Phoenix Editore, 1999, ISBN 9788886435819 - sceneggiatura di Tito Faraci.
- Olimpo Spa, Giulio Einaudi Editore (collana Stile Libero), 2000, ISBN 9788806156299 - con Vincenzo Cerami.
- Olimpo Spa caccia grossa, Einaudi (collana Stile Libero), 2004, ISBN 9788806162146 - con Vincenzo Cerami.
- Amore Mio, Arnoldo Mondadori Editore, 2004, ISBN 9788804528814 - con la partecipazione di Luciana Littizzetto. Questo libro parla di Lucrezia, una disperata ragioniera trentenne ancora in cerca dell'anima gemella, alla quale si accompagnano decine di fidanzati e il cane Oliver.
- Due, Lizard, 2006, ISBN 9788888545868 - Lucrezia, l'ex disperata ragioniera trentenne crede di trovare finalmente l'anima gemella, Luca, ma non essendo avvezza a rapporti duraturi la coppia entrerà presto in crisi.
- San Francisco e santa pazienza. Diario di un viaggio, Lizard, 2007, ISBN 9788861670907 Racconto, non autobiografico ma basato su un'esperienza vera, di un viaggio in California di un padre ed una figlia per andare a trovare il fratello di lui, emigrato parecchi anni prima.
- Prove tecniche di megalomania, Rizzoli Lizard, 2009, ISBN 9788817035286.
- Lucrezia, Rizzoli Lizard, 2010, ISBN 9788817042420.
- È tutto sotto controllo, Edizioni BD, 2011, ISBN 9788861238855.
- Disney d'autore. Silvia Ziche, Disney Libri, 2011, ISBN 9788852213281 Raccolta di alcune tra le storie più famose dell'autrice tra le quali Paperina di Rivondosa e Topolino e la rapina del millennio.
- Lucrezia 2. La donna perfetta non esiste. Io sì, Edizioni BD, 2012, ISBN 9788866347262.
- Lucrezia e Alice a Quel Paese, Rizzoli Lizard, 2013, ISBN 9788817069656.
- 100% Lucrezia. Dieci anni e non sentirli, Rizzoli Lizard, 2014, ISBN 9788817076463 Raccolta di estratti dai precedenti libri di Lucrezia.
- Un ex è per sempre, Rizzoli Lizard, 2015, ISBN 9788817084185.
- ... E noi dove eravamo?, Feltrinelli Comics, 2018, ISBN 9788807550096.
- L'allegra vita della quote rosa, Feltrinelli Comics, 2019, ISBN 9788807550294 Le quote rosa viste da Lucrezia (B/N).
- Lucrezia Tutta o quasi, Feltrinelli Comics, 2020, ISBN 9788807550614 Ricca raccolta di strip di Lucrezia.
- Diabolik Sottosopra, Feltrinelli Comics, 2021, ISBN 9788807550904 Storie comiche di Diabolik scritte da Tito Faraci e Mario Gomboli.
- La gabbia, Feltrinelli Comics, 2022, ISBN 9788807551222.
- Nuove prove tecniche di megalomania, Feltrinelli Comics, 2023, ISBN 9788807551505.

## Riconoscimenti

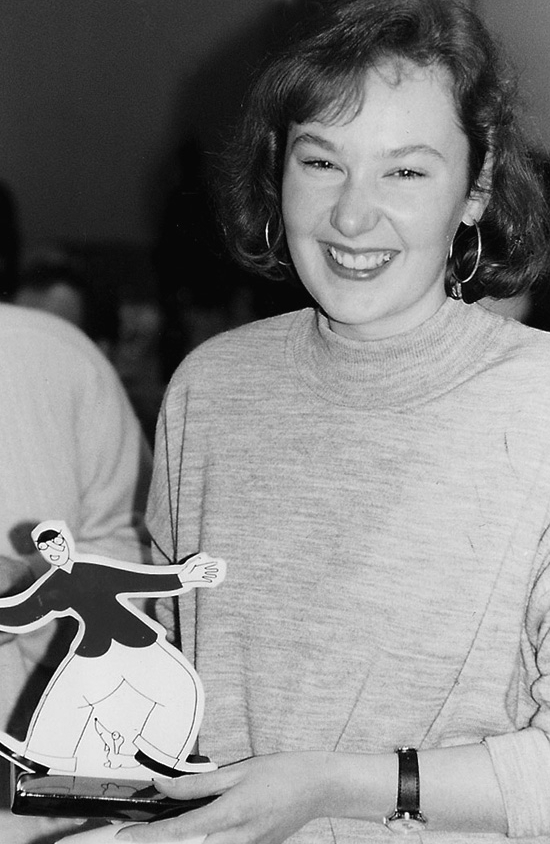
Silvia Ziche col premio Bonaventura a Treviso Comics nel 1993

- premio Bonaventura a TrevisoComics nel 1993.
- premio Fumo di China come migliore giovane autrice umoristica (1993).
- nel 1996 il premio Lisca di Pesce dello Jacovitti Club di Roma.
- nel 1997 il Topolone d'Oro come miglior sceneggiatore Disney grazie alla sua Papernovela.
- nel 1997, la Pantera del salone dei Comics di Lucca come migliore giovane autrice.
- I suoi disegni sono stati esposti in varie mostre, alcune delle quali espressamente dedicate a lei e all'autore dei testi delle sue vignette satiriche, Maurizio Minoggio, come quella del Festival della Satira Politica di Forte dei Marmi del 1993.
- Premio Yellow Kid al Salone Internazionale dei Comics del 2000.
- Nel 2015 vince il Premio Papersera.
- Nel 2019 vince il Premio come "miglior autore completo" durante la cerimonia dell'Annuale Referendum Anafi (Associazione nazionale amici del fumetto e dell'illustrazione).